# 丘奎托省

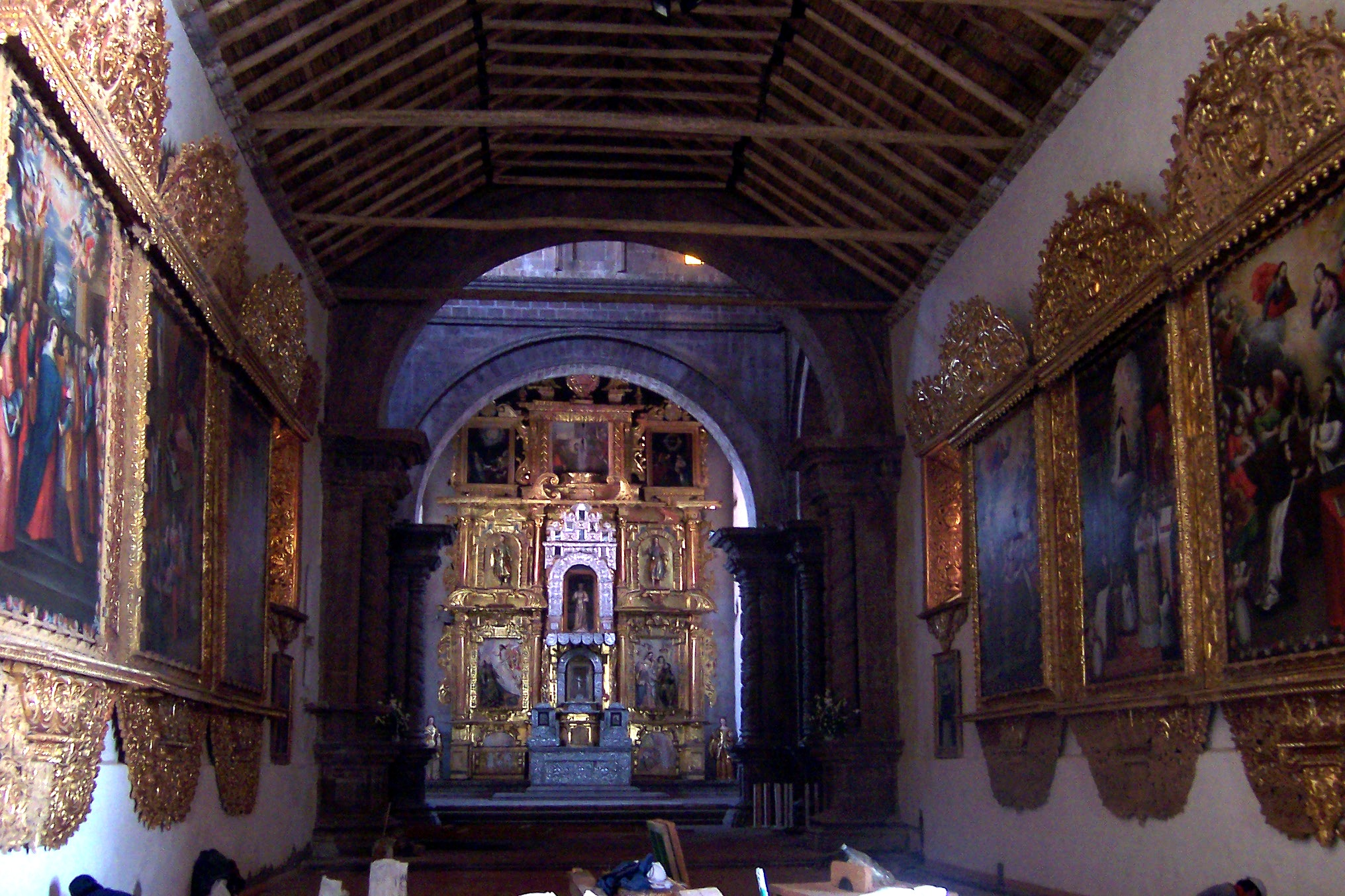

16°12′52″S 69°27′27″W / 16.214396°S 69.457381°W
丘奎托省（西班牙語：Provincia de Chucuito），是秘魯的省份，位於該國東南部普諾大區，首府是胡利，始建於1565年4月2日，面積3,978平方公里，2007年人口126,259，人口密度每平方公里31.74人。